# Fabrizia D'Ottavio
Fabrizia D'Ottavio est une gymnaste rythmique italienne née le 3 février 1985 à Chieti (Italie).

## Biographie
Fabrizia D'Ottavio remporte la médaille d'argent lors du concours par équipes des Jeux olympiques d'été de 2004 à Athènes avec ses coéquipières Daniela Masseroni, Marinella Falca, Elisa Santoni, Laura Vernizzi et Elisa Blanchi.